# 이홍렬쇼
《이홍렬쇼》는 SBS에서 제작·방영되었던 밤 시간대의 연예, 스포츠계 화제 인물을 초대하여 이야기를 나누는 토크 쇼 프로그램었으며, 진행자는 이홍렬이다.
한편, 이 프로그램은 MC 이홍렬의 유학 때문에 100회로 막을 내린 뒤 1999년 10월 18일부터 월요일 밤 10시 55분에 101회로 재개됐으며, 한동안 시청률이 좋았다. 그러나 2000년 2월 14일 시작된 MBC 시트콤 세 친구 때문에 고전을 면치 못하여 그 해 10월 21일부터 토요일 밤 9시 50분으로 이동했지만, 동시간대 KBS 1TV 대하드라마 태조 왕건의 아성을 넘지 못한 채 2001년 1월 31일부터 방송 초창기 시간대였던 수요일 밤 10시 55분으로 돌아왔으나, 결국 그 해 4월 25일을, 봄 개편으로 막을 내렸다.
<김혜수 플러스 유>가 2000년 8월 100회로 막을 내린 뒤 이어진 SBS의 수요일 심야 시간대 징크스를 벗어나지 못했는데 잘못된 외래어 사용 지적이 있었고, 2000년 7월 17일 방영분에서 인터넷 성인전용 방송을 방불케 하는 내용으로 일관한 데 이어, 음주운전을 한 뒤 뺑소니를 치다 경찰에 붙잡힌 지상렬을 2000년 8월 28일 방송에서 초대손님으로 출연시켜 시청자들의 항의를 사야 했다.

## 방송 일정
| 방송 채널 | 방송 기간                          | 방송 시간                       | 방송 분량  | 비고            |
| --------- | ---------------------------------- | ------------------------------- | ---------- | --------------- |
| SBS TV    | 1996년 2월 7일 ~ 1997년 1월 29일   | 수요일 밤 11시 ~ 1시            | 120분      | 1,2부 분리 편성 |
| SBS TV    | 1997년 2월 5일                     | 수요일 밤 11시 50분 ~ 1시       | 70분       | 방송 시간 축소  |
| SBS TV    | 1997년 2월 12일 ~ 1997년 5월 14일  | 수요일 밤 11시 ~ 1시            | 120분      | 1,2부 분리 편성 |
| SBS TV    | 1997년 5월 21일 ~ 1997년 6월 25일  | 수요일 밤 10시 55분 ~ 12시      | 65분       | 방송 시간 축소  |
| SBS TV    | 1997년 7월 2일 ~ 1998년 1월 27일   | 수요일 밤 10시 55분 ~ 1시       | 65분       | 1,2부 분리편성  |
| SBS TV    | 1998년 2월 4일 ~ 1998년 3월 4일    | 수요일 밤 10시 55분 ~ 1시 5분   | 1시간 10분 | 1,2부 분리 편성 |
| SBS TV    | 1999년 10월 18일 ~ 2000년 10월 9일 | 월요일 밤 10시 55분 ~ 12시 5분  | 1시간 10분 |                 |
| SBS TV    | 2000년 10월 21일 ~ 2001년 1월 27일 | 토요일 밤 9시 50분 ~ 10시 50분  | 1시간      |                 |
| SBS TV    | 2001년 1월 31일 ~ 2001년 4월 25일  | 수요일 밤 10시 55분 ~ 11시 55분 | 1시간      |                 |

## 코너
- 표정토크
- 쿠킹토크 참참참
- 유부남 클럽
- 남자들의 수다

## 참고 사항
- 해당 프로그램이 2000년 10월 21일부터 2001년 1월 27일까지 토요일 밤 9시 50분에 방영될 당시 경쟁한 프로그램 중의 하나였던 KBS 1TV 태조 왕건은 <이홍렬쇼>가 MC 이홍렬의 유학 때문에 100회로 막을 내린 뒤[7] 수요일 심야 시간 후속으로 편성된 프로그램 중의 하나인 <김혜수 플러스유> 진행자 김혜수가 여주인공 강비 역 물망에 한때 거론됐다[8].
- 1997년 12월 31일에 방송된 특별생방송 이홍렬 쇼 편성했으나, 제야의 종 타종 실황은 종로 보신각을 연결해 배기완 아나운서 맡은 중계하였다.

## 1기 결방
- 1996년 3월 27일 - 올림픽 축구 결승전 <한국 VS 일본> 중계 편성[9]
- 1996년 7월 31일 - 9시 50분부터 올림픽 중계 편성에 따라 《남자대탐험》이 8시 50분으로 이동하여 《자전거를 타는 여자》 《아빠는 시장님》 과 동시 결방
- 1996년 9월 25일 - 《8월의 신부》가 9시 15분부터 15~16회(최종) 연속 편성되어 《아빠는 시장님》 과 동시 결방
- 1997년 1월 1일 - 신년 특집 프로그램 편성
- 1997년 5월 14일 - 9시 50분부터 민영TV의 날 특집 드라마 <혼자 밥 먹는 여자> 편성[10]
- 1997년 7월 30일 - 9시 45분부터 <대선후보 TV토론회> 편성
- 1997년 9월 17일 - 9시 30분부터 특선영화 《성룡의 홍번구》편성[11]
- 1997년 12월 24일 - 《화이트 크리스마스》2~3회 연속 편성

## 2기 결방
- 2000년 9월 11일 - 9시 45분부터 추석특선영화 《도망자 2》편성[12]
- 2000년 12월 30일 - 9시 50분부터 송년특집 <빅스타 명장면-NG열전> 1~2부 편성[13]
- 2001년 2월 14일 - 두바이 4개국 초청 국제축구 <한국 VS 덴마크> 위성 생중계 편성[14]

## 같이 보기
- 이승연의 세이세이세이 (1998년)
- 김혜수의 플러스 유 (1998년 ~ 2000년)